# Kosiorki (gmina)
Kosiorki (do 1952 i od 1973 Ciechanowiec) – gmina wiejska istniejąca w latach 1952-1954 w woj. białostockim (dzisiejsze woj. podlaskie). Siedzibą gminy były Kosiorki.
Gmina została utworzona w 1 lipca 1952 roku w woj. białostockim, w nowo powstałym powiecie siemiatyckim, po przeniesieniu siedziby gminy Ciechanowiec z Ciechanowca do Kosiorek i zmianie nazwy jednostki na gmina Kosiorki. W dniu powołania gmina składała się z 10 gromad: Kobyla, Kosiorki, Malec, Pelch, Poniaty, Przybyszyn, Tworkowice, Wojtkowice-Dady, Wojtkowice-Glinna, Wojtkowice Stare.
Gmina została zniesiona 29 września 1954 roku wraz z reformą wprowadzającą gromady w miejsce gmin. Jednostka została przywrócona 1 stycznia 1973 roku po reaktywowaniu gmin w miejsce gromad, lecz już pod pierwotną nazwą gmina Ciechanowiec, z siedzibą w Ciechanowcu.